# Lancia Astura
Der Lancia Astura war ein Automobil des Herstellers Lancia, das von 1931 bis 1939 produziert wurde. Das Vorgängermodell Lancia Lambda war durch den günstigeren Lancia Artena und den hochpreisigen Astura abgelöst worden. 
Vorgestellt wurde der Astura auf dem Automobilsalon von Paris 1931. Der Wagen war ausgelegt um von externen Karosseriebaufirmen aufgebaut zu werden und markierte das obere Preissegment. Motorisiert war der Astura mit einem VR8-Motor. Produziert wurde der Astura bis 1939, kriegsbedingt dauerte es bis 1950 als mit dem Lancia Aurelia erneut ein Oberklassemodell von Lancia produziert wurde.

## Serien
Insgesamt gab es vier Bauserien:
- 1. Serie von 1931 bis 1932 in 496 Einheiten
- 2. Serie von 1932 bis 1933 in 750 Einheiten, Änderungen waren eine bessere Geräuschdämmung
- 3. Serie von 1933 bis 1937 in 1243 Einheiten, zusätzlich mit kurzem oder langen Radstand
- 4. Serie von 1937 bis 1939 in 423 Einheiten, nur mit langen Radstand

## Abbildungen

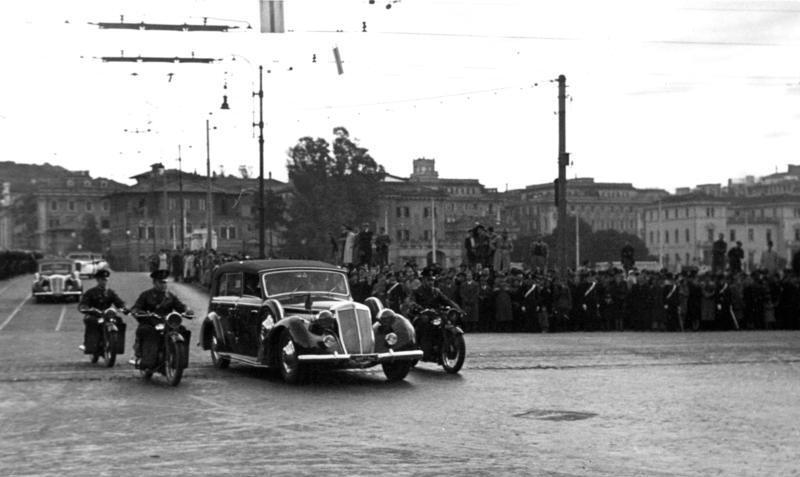
Lancia Astura Berlina
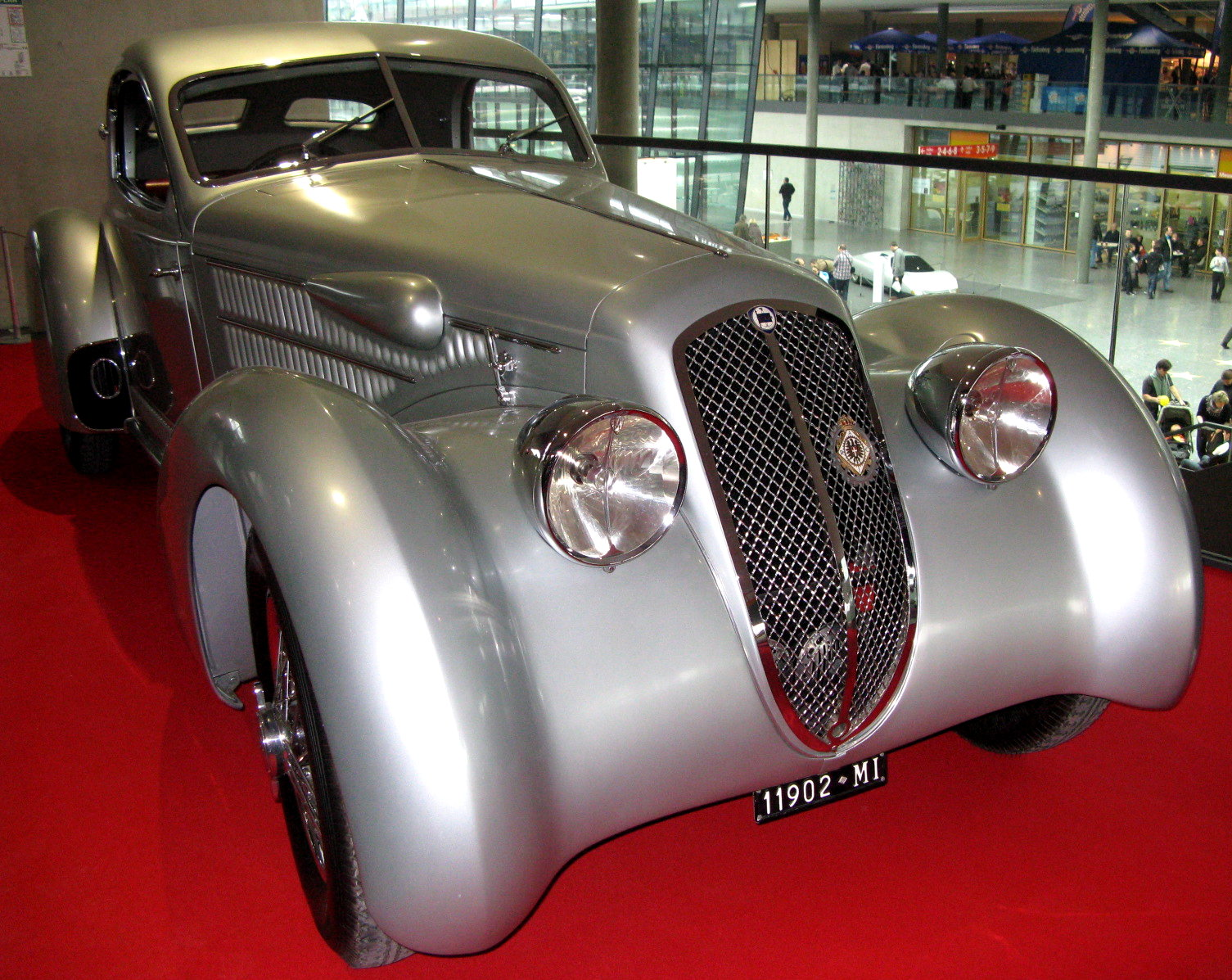
Lancia Astura Aerodinamica
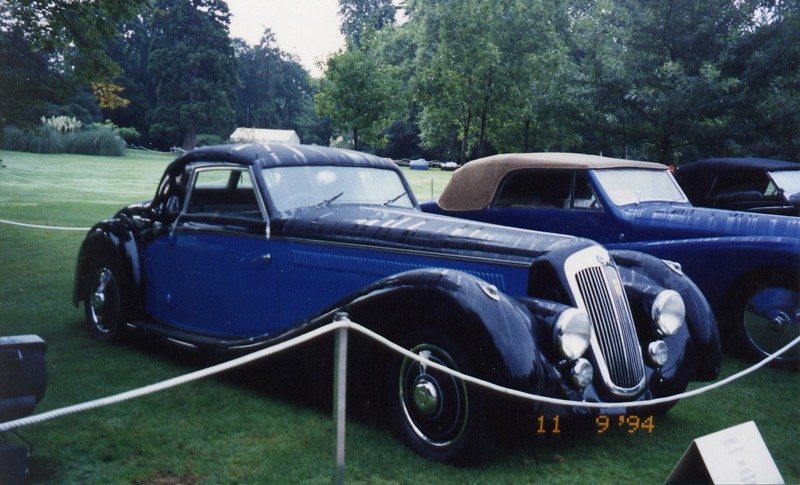
Lancia Astura von Pourtout